# 纳文钱德拉·拉姆古兰
纳温钱德拉·拉姆古兰（羅馬化：Navinchandra Ramgoolam；1947年7月13日—），现任毛里求斯总理，为毛里求斯开国总理西沃萨古尔·拉姆古兰之子，本人三度就任总理职务。
先后在都柏林皇家外科学院、伦敦经济学院、英国法律协会法学院学习，获医师和律师证书。1991年从政，同年6月被推举为工党领袖，9月当选议员，任议会反对党工党-社民党领袖。1995年12月，领导工党-战斗党联盟赢得议会选举并出任总理，成为毛历史上最年轻的总理。2000年9月，大选失利下野，任反对党领袖。2005年7月，带领社会联盟赢得议会选举并再度出任总理。2010年5月领导未来联盟再次赢得新一届议会大选，成为自1991年来首位获得连任的总理。
2024年带领反对党联盟变革联盟赢得新一届议会大选，再次出任总理。